# 科目等履修生
科目等履修生（かもくとう りしゅうせい）とは、各学校の定めるところにより、当該学校の学生・生徒等以外の者で1または複数の授業科目を履修する者のことである。
科目等履修生は、聴講生と呼ばれることもある。しかし、その学校が単位を付与する必要がない聴講生もいるので、聴講生と科目等履修生とは異なる。
履歴書の学歴欄などには記入しない（いわゆる学歴には含まない）のが一般的であるが、公表しても問題ない。大学卒業後、教員免許や司書、学芸員、社会教育主事などの取得を目的として体系的に履修する場合には、履歴書に記入する場合が多い。また、司法試験や公認会計士試験などの資格浪人生が、履歴書に空白期間を作らない目的で、科目等履修生や聴講生であること（あったこと）を記入する場合もある。
オープンカレッジの制度とは異なり、一般の学生、生徒と同じ授業科目を履修する。

## 大まかな形態
科目等履修生は、各学校が次のような種別に分けていることが多い。次は、主に大学における分類の例であるが、科目等履修生を種別分けしていない大学や、次に説明する分類の2つ以上を1つの種別にまとめている大学もある。
科目等履修生（科履生）
大学が特に種別分けしていない場合、1科目から科目を履修でき、その科目のレポート・試験を課しこれに合格すると正規の単位を与えられる（単位修得証明書を交付される）学生のこと。正課生と同じような条件の下で履修する科目の講義を受けられる。レポート・試験を課さない、単に講義を受けるのみの聴講生（共修生）とはこの点で大きく異なっている。
教職生
教職生（きょうしょくせい）とは、主に教育職員免許状（教員免許状）の授与を受けるのに必要な単位を履修する者のことである。一般的に教職生は、教育職員免許法が定める「教科に関する科目」、「教職に関する科目」、「教科又は教職に関する科目」、「教育職員免許法施行規則第66条の6に定める科目」、「特別支援教育に関する科目」などの諸科目を優先的に履修することができるとされている。ただし、教育実習、養護実習（養護教諭の免許状にかかわる実習）、教職実践演習などに関しては、教職生であっても、科目等履修生が履修できないことも多い（教職実践演習については、教育実習の単位認定・成績を出した大学であれば、科目等履修生として受講を認めるケースはある）。この場合は、既卒者を対象とした「教職正科生」「正科・課程履修生」などの名称という身分カテゴリを設け、教育実習等の受講資格や学割の発行等は正規学生に準ずるが、卒業資格は得られない(必要な単位を取得したのち、自動的ないしは届出により中途乃至満期退学となる)という学籍を付与する大学もある。
科目生
科目生（かもくせい）とは、主に、興味のある科目、資格などに必要な科目などを履修する者のことである。選科生（せんかせい）などと呼ばれることもある。科目生は、もっとも自由度の高い種別であるが、大学によっては、教育職員免許状（教員免許状）の授与を受けるのに必要な「教職に関する科目」を中心に、資格を取得するにあたって単位修得が必要な科目に履修制限が加えられることがある。また、在学中の学生であっても、科目等履修生にて他学部等の授業を受講することが理論上は可能であるが、資格取得するための特別な理由がある場合のほかは認められないことが多い。
特修生
特修生（とくしゅうせい）とは、大学通信教育においての本科（卒業をめざす課程）に入学する資格がない場合に、当該学校への入学が認められるのに必要な科目を履修する者を指すが、統一された名称ではない。これは学校教育法第90条、学校教育法施行規則第150条7、文部事務次官通達（昭和56年10月29日）を根拠とする、大学通信教育のみに開かれた制度である。文部事務次官通達によれば、一般に特修生または科目等履修生などの学生として在学し、人文・社会・自然の三分野にわたって16単位相当以上を履修した者が適用となり、当該大学の正規の学生として入学できるほか、この制度を有するほとんどの大学通信教育が特修生として修得した単位を卒業要件の単位として認める。

## 大学（学部）における科目等履修生制度
日本における大学のほとんどは科目等履修生制度を設けている。学部または学科、専攻ごとに履修生募集を行っている大学が多いが、他学部・他学科や全学部共通の科目も履修できる大学もある。
科目等履修生としての入学選考は書類選考のみの場合が多い。出願資格は「高等学校卒業またはそれと同等以上と認められる学歴を有する者」としている大学がほとんどであるが、「短期大学卒業程度以上の学歴を有する者」や「学歴は問わない」としている大学もある（大学院を有する学校で、学籍身分上、学部科目等履修生と大学院科目等履修生に区分される場合は、後者は学部卒業が要件となる）。
検定料、入学金はそれぞれ数万円以下、授業料は1単位あたり数千円～数万円が相場である。ほぼ全ての大学では、授業料が従量制であることが大きな特徴である。国立大学では大学・学部によらず学費がほぼ一定である。公立大学では管轄の自治体によって大学間で異なることもある。私立大学では大学・学部が独自に学費を設定している場合が多く、大学間または学部間で大きく異なることもある。私立大学の場合、通信課程より通学課程、文系学部より理系学部、講義科目より実習科目の授業料が高額となる傾向がある。
在籍期間は1年以内の大学がほとんどである（放送大学の科目履修生は6ヶ月。1年の在籍は選科履修生の学籍となる）。ただし、延長手続きまたは再び入学手続きを行えば、在籍期間の延長を認める大学も多い（ただし、カリキュラムの問題で延長制限があり、さらに延長を希望する場合は、いったん学籍を打ち切ったうえで、新規に科目等履修生の学籍を得なければならないこともある。この場合、正規学生のカリキュラムが変更になっている場合は、旧学籍で履修した科目と新学籍で履修した科目に互換性が無い事態が発生する場合もあるため、免許状や資格要件として履修する場合は、両方の学籍で履修した単位や科目を併せることで、申請が通るケースと通らないケースが発生しうる）。実習・実験・演習等は受け入れを制限している大学が多い。また、通学課程では授業担当教員ごとに承諾が必要な大学も多い。
この制度は、履修証明制度、生涯学習、資格取得あるいは独立行政法人大学改革支援・学位授与機構の与える学位（学士）の取得などに活用されている。開設の大学・学部一覧および大学ごとの詳細は大学改革支援・学位授与機構のWebページに公開されている。ただし、通学課程の場合、大学のWebページには履修生募集を行っていることを公開しない大学・学部も多く存在するので注意が必要である。

## 大学院における科目等履修生制度
大学院で設定されている科目の科目等履修生となる場合は、最低でも大学卒業（学士の学位を有すること）が、志願要件とされる場合が多い。ただし、志願理由によっては、修士の学位が無い場合は、単位を修得しても、免許状や資格申請などの要件を充足できない場合もあるため、大学院博士課程前期を修了していることが結果的には要件になってしまう場合もある（例えば、一種の教育職員免許状を別表第3や別表第7で専修免許状に上進する場合は、一種免許状を有しかつ現場の勤務歴の年数をクリアしていれば、学部卒でも科目等履修生となる事由に値する要件をクリアできるが、別表第1での上進の場合は、勤務歴は問われないものの、一種の免許状を有する（ないしは一種を授与申請するための単位を修得済みである）ことに加えて修士の学位が基礎資格となるため、自動的に修士の学位を有していることが、事実上の出願要件となる）。